# Wollershausen
Wollershausen ist eine Gemeinde im Landkreis Göttingen in Niedersachsen.

## Geografie
Die eigenständige Gemeinde Wollershausen setzt sich aus dem Ort Wollershausen und dem Ortsteil Elbingen zusammen. Die Gemeinde gehört der Samtgemeinde Gieboldehausen an, die ihren Verwaltungssitz in dem Flecken Gieboldehausen hat. Wollershausen liegt im Harzvorland und grenzt im Süden an das Eichsfeld. Die Rhume, die in einer der größten Quellen Europas im benachbarten Rhumspringe entspringt, durchfließt südlich das komplette Gemeindegebiet. Sie ist mit ihrem Uferbereich hier als Naturschutzgebiet Rhumeaue, Ellerniederung, Schmalau und Thiershäuser Teiche unter Schutz gestellt.

## Geschichte
Es ist zwar aufgrund ortsnamenskundlicher Forschungen anzunehmen, dass Wollershausen (wegen der Namensendung -hausen) bereits im frühen Mittelalter, das heißt vor dem 10. Jahrhundert, gegründet wurde, doch ist über diese erste Phase der Dorfgeschichte nichts überliefert.
Die erste urkundliche Erwähnung eines Dorfes Woldersshusenn beziehungsweise eines Ritters Dietrich Clawe von Woldersshusenn datiert aus dem Jahre 1241. Es wird vermutete, dass kurz nach 1200 ein Zweig aus dem angesehenen Geschlecht der Herren von Osterode seinen Sitz nach Wollershausen verlegte und dass diese Ritter nach mittelalterlichem Brauch den Namen der Ortschaft, in der sie sich niedergelassen hatten, als Familien- oder Geschlechtsbezeichnung übernahmen. Eine andere Deutung besagt, dass jene Ritter von Wollershausen Nachfahren des Zweigs derer von Bockelnhagen sind, die sich wiederum von dem Adelsgeschlecht derer von Minnigerode ableiten lassen.
Die Herrschaft der Herren von Woldershusen endet wahrscheinlich mit dem Knappen Hermann, welcher 1387 das Patronat über die Wollershäuser Marienkirche dem Kloster Pöhlde übereignete. Die Pöhlder Mönche sollten als Gegenleistung Fürbitten und Messen für die Familie lesen, wodurch Hermann von Woldershusen seine und seiner Angehörigen Seele vor dem Fegefeuer bewahren wollte.
Seit dem späten 14. Jahrhundert bis zum Jahr 1932 ist die Geschichte von Wollershausen untrennbar verbunden mit dem Hause von Minnigerode, welche die Entwicklung des Ortes deutlich prägte (siehe Kultur).
Im Rahmen der kommunalen Gebietsreform in Niedersachsen wurde Wollershausen am 1. Januar 1973 dem Landkreis Göttingen zugeordnet (vorher Landkreis Osterode am Harz).
Wollershausen feierte im Jahr 1992 sein 750-jähriges Bestehen.
| - 1821 - 306 - 1939 - 411 - 1973 - 533 - 1986 - 486 - 1996 - 418 | - 2001 - 457 - 2008 - 464 - 2011 - 463 - 2012 - 458 - 2013 - 469 | - 2014 - 462 - 2015 - 519 - 2016 - 544 - 2017 - 499 - 2018 - 492 | - 2019 - 511 |

## Religion
60 % der Einwohner von Wollershausen sind evangelisch, 23 % katholisch.
Die evangelisch-lutherische Kirchengemeinde St. Marien gehört zur Region Eichsfeld des Kirchenkreises Harzer Land im Sprengel Hildesheim-Göttingen der Evangelisch-lutherischen Landeskirche Hannovers.
Die Katholiken des Ortes gehören zur Pfarrei St. Sebastian im 4 km entfernten Rhumspringe; noch etwas näher an Wollershausen als die Pfarrkirche liegt die Filialkirche St. Andreas in Rüdershausen. Die Ortschaft Elbingen ist hingegen der Pfarrei St. Laurentius in Gieboldehausen zugeordnet. Beide Pfarreien gehören zum Dekanat Untereichsfeld des Bistums Hildesheim.

## Politik

### Gemeinderat
Der Gemeinderat in Wollershausen besteht aus sieben Ratsmitgliedern.
- SPD: 5 Sitze
- CDU: 2 Sitze

(Stand: Kommunalwahl 2021)

### Bürgermeister
Die Bürgermeister der Gemeinde Wollershausen seit 1964:
- seit 11/2020    Holger Bode
- 09/2001–10/2020 Ulrich Schakowske
- 11/1991–08/2001 Arno Weber
- 11/1976–10/1991 Werner Bornemann
- 05/1976–10/1976 Rudi Kerl
- 04/1971–04/1976 August Koch
- 10/1968–03/1971 Joachim Bathow
- 11/1964–09/1968 Adolf Isermann

## Wappen und Flagge

Wappen
Hissflagge

Blasonierung:„In Gold (Gelb) ein steigender, schwarzer, rotbewehrter Wolf, in der rechten Pranke einen blauen Angelhaken haltend.“
Das Wappen wurde mit Verfügung vom 10. Dezember 1975 vom Regierungspräsidenten in Hildesheim genehmigt. Der Wolf stammt aus dem Wappen der Herren von Woldershausen und ist ein sogenanntes redendes Wappen für den ersten Teil des Namens (Wolf ahmt den Klang der Silbe ‚Wol-‘ nach). Der fünfgezackte Angelhaken geht auf das Wappen der Herren von Minnigerode zurück, die von 1397 bis ins 19. Jahrhundert über das Dorf herrschten.
Beschreibung der Flagge: „Die Flagge ist gelb-schwarz quergestreift mit aufgelegtem Wappen in der Mitte.“

## Kultur und Sehenswürdigkeiten
Die Baudenkmale von Wollershausen stehen in der Liste der Baudenkmale in Wollershausen.

### Schloss Wollershausen

Schloss Wollershausen

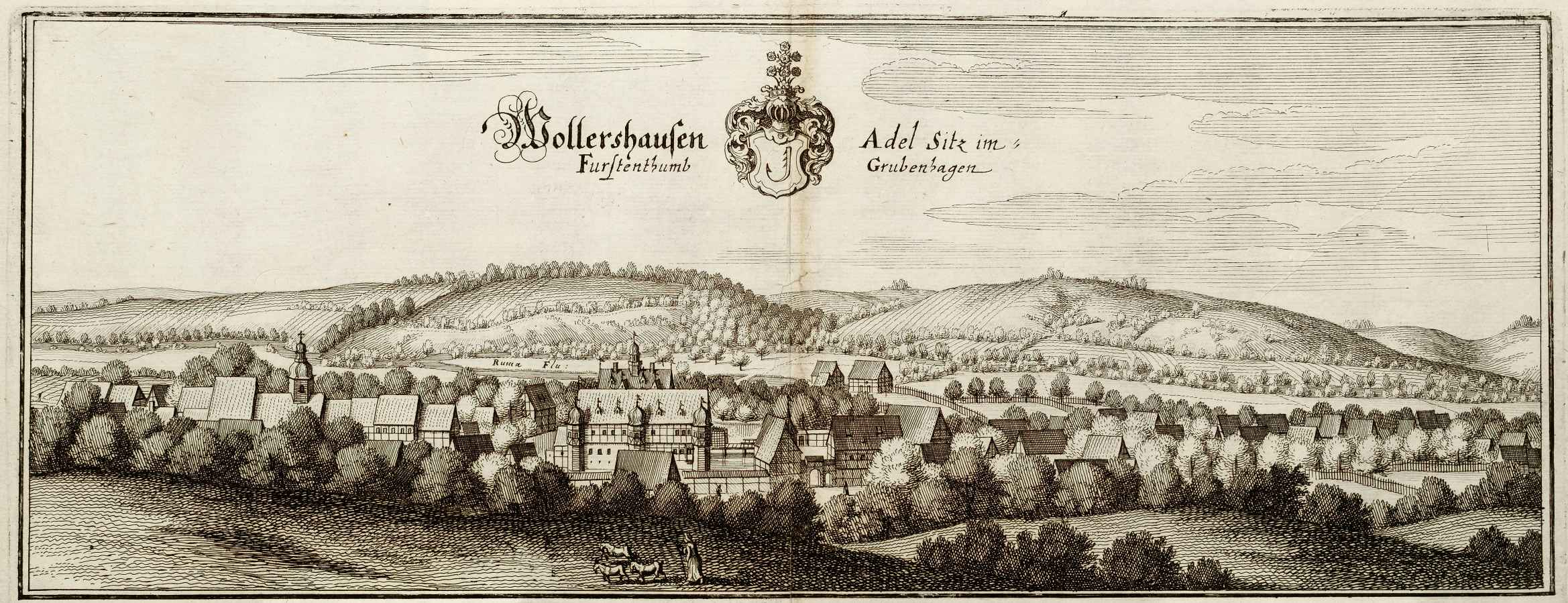
Wollershausen, Stich von Matthäus Merian (1654)

Im Jahre 1398 bedankte sich Herzog Friedrich von Grubenhagen beim Ritter Hans von Minnigerode für die siegreiche Wahrung der herzöglichen Interessen bei einer Erbfehde mit einem Lehen auf Wollershausen. Die Herren von Minnigerode haben über lange Zeit das Dorf von ihrem Sitz, der Burg Allerburg bei Bockelnhagen (13 km südöstlich von Wollershausen, 1525 im Bauernkrieg zerstört), aus verwaltet und bewirtschaften lassen. Wenn sie sich in Wollershausen aufhielten, haben sie wahrscheinlich das im frühen 13. Jahrhundert von den Rittern von Woldershusen errichtete Herrenhaus genutzt. Dieser in der Rhumeniederung gelegene Adelshof brannte jedoch später nieder.
Johann von Minnigerode (1556–1611), der 1601 alleiniger Besitzer des gesamten Rittergutes wurde, war der erste Gutsherr, der auch dauernd in Wollershausen lebte.
Er ließ 1603 ein neues stattliches Herrenhaus errichten. Es war von einem breiten Wassergraben umgeben, über welchen eine Zugbrücke zum Schloss führte. Das obere Geschoss war im Gegensatz zum steinernen Erdgeschoss in Fachwerk ausgeführt und hatte im Südflügel drei Erker mit Zwiebeltürmchen.
Der erwähnte Johann von Minnigerode vermählte sich am 16. Juli 1604 mit Dorothea von Hanstein, die ein beträchtliches Vermögen mit in die Ehe brachte und so die Bauvorhaben ihres Mannes tatkräftig unterstützen konnte. So ließ Johann die St. Marienkirche umbauen und 1605 das Pfarrhaus bauen. Die Wollershäuser Kirche verdankt der großzügigen Dame außerdem einige ihrer schönsten Schätze.
Nachdem Johann im Jahr 1611 starb, bewohnten seine Frau Dorothea und ihre drei Kinder den Herrensitz noch bis zum Jahre 1627. Dann flohen sie vor den Wirren des Dreißigjährigen Krieges nach Osterode.
Wollershausen hatte mehr als andere Orte der Gegend unter dem Krieg zu leiden. Katholische Kräfte (einfallende Streifreiter und Bauern aus dem benachbarten Eichsfeld) hatten sich insbesondere in den letzten Wochen der Kampfhandlungen des Dorfes bemächtigt, Vieh und Anderes gestohlen und die evangelischen Einwohner erpresst, erschossen oder unbarmherzig gequält. Schließlich stand das teilweise in Schutt und Asche gelegte Dorf leer und Ackerbau und Viehzucht lagen danieder.
In den folgenden Jahren begann mit der Unterstützung der Osteroder Regierung der Wiederaufbau des schwer geschädigten Dorfes. Im Jahre 1647, nach dem Tod seiner Mutter Dorothea und seiner Geschwister, kehrte Hans von Minnigerode als Erbe des Wollershäuser Besitzes in das Dorf zurück und leitet dort nach einer erneuten mehrjährigen Abwesenheit ab 1666 eine Phase des Wiederaufbaus ein.
Als Hans von Minnigerode im Jahr 1676 verstarb und sein Sohn Georg Friedrich (1650–1677) ihm im Alter von nur 27 Jahren im Jahr 1677 folgte, starb nach fast 300-jähriger Kontinuität die direkte Erbfolge des Geschlechts aus.
Nach einem langwierigen Erbprozess (21 Jahre) erwarb Ludwig von Minnigerode (1685–1748), ein Urenkel des Bruders von Johann von Minnigerode (Hans Caspar von Minnigerode 1560–1602), durch Vergleich mit der Gegenpartei (Familie derer von Schlitz genannt von Görtz) die Wollershäuser Besitzungen.
In der Zwischenzeit scheint das Schloss stark verfallen zu sein, sodass der neue Besitzer den alten Rittersitz, der auf Höhe der heutigen Hauptstraße lag, abtragen ließ.
Etwas weiter südlich erbaute Ludwig von Minnigerode anstelle dessen in den Jahren 1732–1735 das heutige Wasserschloss in sumpfigen Gelände. Zur Stabilisierung des Untergrundes wurden dort große Holzstämme eingebracht, wodurch der Neubau enorme Kosten verursachte.
Dieses Wasserschloss in seiner schlichten Schönheit und Eleganz überstand nahezu unbeschadet die folgenden Jahrhunderte, es überdauerte den Fortzug des Minnigeröder Geschlechts im Jahre 1932 und den Übergang seiner Ländereien und Besitzungen in andere Hände, sodass es sich noch heute in seiner ursprünglichen imposanten Wirkung präsentiert.
Jahrzehntelang wurde das Schloss und seine Nebengebäude von einer Jugendhilfeeinrichtung genutzt. Seit 2015 werden geflüchtete Menschen in der Liegenschaft untergebracht und bei der Integration begleitet.

### St.-Marien-Kirche

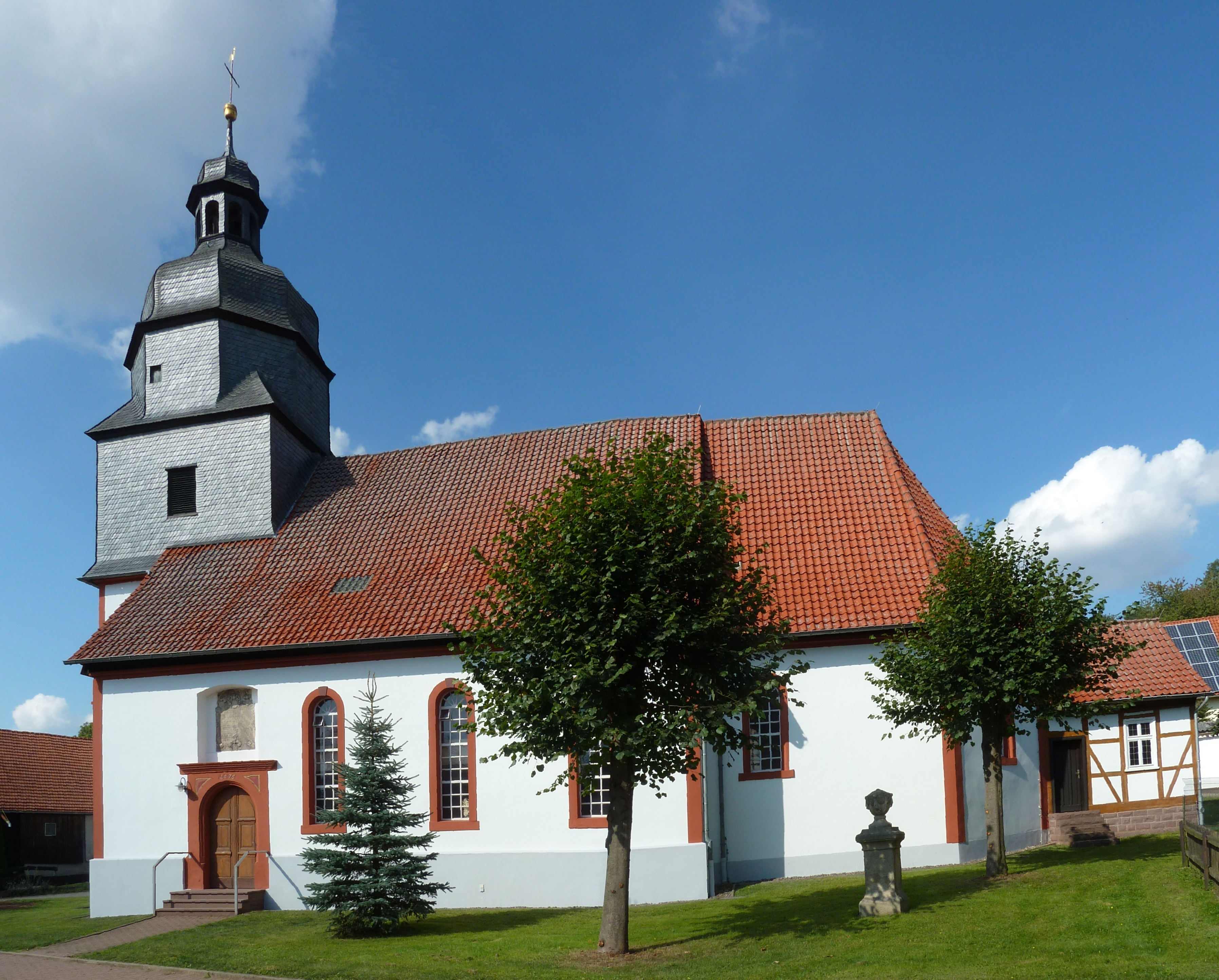
Marienkirche

Die St. Marien (Wollershausen) wurde als Kapelle im damaligen „Woldershusen“ urkundlich zuerst 1387 erwähnt. Das Rittergeschlecht derer von Woldershusen schenkte dem Kloster Pöhlde das Patronatsrecht über die Wollershäuser Kapelle, die der heiligen Jungfrau Maria gewidmet war. 1398 übernahmen die Herren von Minnigerode das Patronatsrecht bis zum Jahr 1934. Im Zuge der Reformation in den Jahren zwischen 1533 und 1543 wurde in Wollershausen, das im Gegensatz zu den Eichsfeld-Gemeinden südlich der Rhume zum Herzogtum Grubenhagen gehörte, der protestantische Glaube eingeführt.
Die zweimanualige Orgel wurde 1851 vom Herzberger Orgelbaumeister Johann Andreas Engelhardt geschaffen und ist im Jahr 2000 von Martin Hillebrand gänzlich überholt worden. Das Instrument verfügt über 16 Register, aufgeteilt auf zwei Manuale und ein Pedal, und ist nahezu unverändert erhalten.

## Verkehr
Wollershausen ist über verschiedene Landstraßen mit der Bundesstraße 27, die von Göttingen nach Herzberg am Harz, und der Bundesstraße 247 Northeim nach Duderstadt an das Straßennetz angebunden.

## Persönlichkeiten
- Georg Heinrich von Görtz (1675-1719), schwedischer Diplomat und Minister
- Johann Andreas Jacobi (1680–1756), lutherischer Geistlicher
- Johann Friedrich Jacobi (1712–1791), lutherischer Theologe
- Johann Konrad Jacobi (1715–1788), Kaufmann und Fabrikant
- Christfried Albert Thilo (1813–1894), lutherischer Theologe
- Theodor Albert Sprengel (1832–1900), Maler der Düsseldorfer Schule, Kunstlehrer und Schriftsteller
- Wilhelm Germelmann (1850–1919), Bauingenieur